# Antonio de la Gandara
Antonio de la Gandara (Parigi, 16 dicembre 1861 – Parigi, 30 giugno 1917) è stato un pittore e disegnatore francese.
Fu soprannominato il pittore gentiluomo.

## Biografia
La Gandara, avendo un padre spagnolo originario di San Luis Potosí (Messico) e una madre francese, educata in Inghilterra, fu influenzato da ben tre culture. All'età di 15 anni, essendo stato notato da Gérôme e Cabanel, fu ammesso all'École nationale supérieure des beaux-arts di Parigi. Organizzò la sua prima mostra al Salon des Champs Elysées del 1883.
Nel 1884 ottenne una menzione d'onore per il suo ritratto di San Sebastiano; successivamente, lavorò al Chat Noir di Rodolphe Salis e contribuì al Salon des Incohérents. Meno di dieci anni più tardi, La Gandara aveva conquistato l'élite parigina. Espose a Bruxelles, Venezia, Saragozza, Barcellona, Monaco di Baviera, Berlino, Dresda, New York, Boston, città dove la critica sottolineò le qualità di questo pittore che rimaneva al di fuori delle correnti artistiche di moda a suo tempo.
L'artista fu un punto di riferimento per Edmond de Goncourt, Jean Lorrain, Marcel Proust, André Rouveyre, Apollinaire oppure per il Conte di Montesquiou che lo citò nelle sue opere.
Antonio de La Gandara riposa al cimitero di Père-Lachaise a Parigi.

## Formazione
Tra i suoi modelli e amici vi furono: Marie d'Annunzio, la Gran Duchessa di Meclemburgo, il Principe di Polignac e la principessa Winnie di Polignac, Leconte de Lisle, il Principe de Sagan, Paul Verlaine, Jean Moréas, Anna de Noailles, Jean Lorrain, Jean Carriès, Liane de Pougy, Sarah Bernhardt, Ida Rubinstein, Colette, Romaine Brooks e tanti altri personaggi famosi o meno conosciuti di questo periodo ricco per quanto riguarda la creazione artistica. Artisticamente vicino a James McNeil Whistler, fu paragonato sia a Jean-Baptiste-Siméon Chardin sia a Diego Velázquez.

## Produzione
Notevole la sua produzione di ritratti, di affascinanti viste di Parigi e nature morte. Realizzò anche opere non consuete: il Don Quichotte e La Belle et la Bête.
Quanto detto vale anche per le sue litografie di particolare delicatezza, prodotte fra il 1895 e 1896, le quali colpirono il pubblico delle mostre "Art Nouveau". Antonio de La Gandara illustrò qualche opera letteraria tra cui Les Danaïdes de Camille Mauclair e un'edizione rara delle Chauves-Souris dovuta al poeta Robert de Montesquiou.
Ebbe molto talento nelle attività di pastellista.